# André Maltais
Pour les articles homonymes, voir Maltais.
André Maltais (né le 17 mai 1948) est un administrateur scolaire et homme politique fédéral du Québec.

## Biographie
Né à La Malbaie dans la région de la Capitale-Nationale, il devint député du Parti libéral du Canada dans la circonscription fédérale de Manicouagan en 1979. Réélu en 1980, il fut défait par le nouveau premier ministre canadien Brian Mulroney en 1984. Il sera à nouveau défait par le bloquiste Ghislain Fournier en 1997.
Durant son passage à la Chambre des communes, il fut secrétaire parlementaire du ministre de l'Industrie et du Commerce et du ministre de l'Expansion économique régionale de 1982 à 1983 et du ministre des Affaires indiennes et du Nord canadien de 1983 à 1984.